# BBS
BBS (en. Bulletin Board System, uobičajen je engleski izgovor Bi-Bi-Es) — Elektronička oglasna ploča, računalni je sustav na kojemu radi program koji omogućuje udaljenim korisnicima da se povežu i prijave na sustav uporabom programa terminal. Prvobitni BBS-ovi imali su pristup samo preko telefonske linije uz uporabu modema, ali početkom 1990-ih neki BBS-ovi imali su pristup preko telneta ili paket radija.
Kad se korisnici prijave na sustav, oni mogu izvršavati neke funkcije, kao što su razmjenjivanje poruka s drugim korisnicima, čitanje vijesti i slanje i prijem softvera i podataka (en. Upload, Download - doslovno utovar i istovar, a službeno postavljanje na internet i preuzimanje, u računarstvu prijenos podataka na ili s većeg sustava, prihvaćeno i u hrvatskom žargonu kao aploud i daunloud, skraćeno UL i DL).
Mnogi BBS-ovi nudili su on-line igre, u kojima su se korisnici mogli međusobno natjecati, a BBS-ovi s više telefonskih linija nudili su razgovor uživo među korisnicima, takozvani "čet" (en. Chat - razgovor, brbljanje).
Posljednjih godina termin BBS ponekad se pogrešno upotrebljava u značenju internetski forum.
U doba svoje najveće popularnosti od kasnih 1970-ih do sredine 1990-ih, većina BBS-ova bila je hobi SysOpa (en. SysOp - System Operator), s besplatnim pristupom, dok su neki BBS-ovi svojim korisnicima naplaćivali pristup, ili su firme u poslu koristile BBS kao podršku strankama. Na više načina BBS-ovi bili su prethodnica modernom obliku Weba i drugih aspekata Interneta.
Rani BBS-ovi bili su ponajprije lokalna pojava, jer se korisnik morao povezati preko telefonske linije i platiti međugradski razgovor ako BBS nije u istom mjestu. Zato je većina korisnika nekog BBS-a bila iz istog mjesta, pa su se često održavali BBS sastanci, na kojima bi se korisnici osobno upoznavali.
Razvojem Interneta krajem 1990-ih, naglo je opala popularnost BBS-ova. Danas internetski forumi zauzimaju isti socijalni i tehnološki prostor koji su BBS-ovi imali na svom vrhuncu.

## Povijest
Prvi javni BBS (CBBS - Computerized Bulletin Board System) razvio je Ward Christensen. CBBS pušten je u rad 16. veljače 1978. u Chicagu.
S brzinama modema od 110 i 300 bauda u kasnim 1970-im, BBS-ovi su bili prilično spori, ali kad se u ranim 1980-im brzina popravila uvođenjem modema od 1200 bps (bit/s), popularnost BBS-ova znatno je porasla.
Većina informacija predstavljala se u tekstnom obliku ili Ascii-artu, iako su pojavom slika u GIF formatu neki imali i grafiku. Uporaba grafike znatno je opterećivala kapacitet kanala, što je vodilo potražnji za bržim modemima.
Početkom 1990-ih, BBS industrija postala je toliko popularna, da su se počeli rađati kompjuterski časopisi posvećeni BBS-ovima. Pratili su inovacije softvera i hardvera, davali su popise BBS-ova i sadržaj njihove ponude.
Prema FidoNet-ovoj nod listi, BBS-ovi su imali vrh popularnosti oko 1996., a to je upravo vrijeme kad je Internet počeo dolaziti u središte pozornosti. Nakon toga, popularnost BBS-ova počela je naglo opadati, pa su BBS-ovi zamijenjeni sustavima koji se za povezivanje služe internetom.

## Mreže
Prije no što je komercijalni Internet postao dostupan, mreže BBS-ova omogućavale su lokalnu i međunarodnu razmjenu pošte i baze poruka. Neke su čak imale i izlaze (Gateway) preko kojih su članovi mogli slati i primati poštu s Interneta. Razrađene sheme omogućivale su korisnicima preuzimanje binarnih datoteka, pretraživanje preko gophera i daljinsko upravljanje nekim programom, a sve to uz pomoć tekstnih poruka.
Većina BBS-ova nije bila umrežena u realnom vremenu. Za razmjenu pošte i datoteka svaki od njih je u određenim vremenskim razmacima pozivao (telefonski) sljedeći BBS u nizu, i/ili regionalni čvor (Hub).
Najveća svjetska mreža BBS-ova bila je FidoNet, koja je i danas aktivna, iako je mnogo manja nego 1990-ih. Mnoge druge mreže pratile su primjer FidoNeta rabeći isti standard i isti softver. Bile su mnogo manjeg obima i namijenjene određenom krugu korisnika.

## Softver i hardver
Za razliku od modernih web stranica koje su obično postavljene na komercijalnim poslužiteljskim sustavima, BBS računala (pogotovo ona manja) tipično su bila u kući vlasnika. Zato pristup nije bio pouzdan. Najčešće je samo jedan korinik mogao biti prijavljen na sustav, a samo veći BBS-ovi, s više telefonskih linija i s multitasking softverom ili LAN-om mogli su istovremeno opslužiti više korisnika.
Prvi BBS-ovi koristili su jednostavan, osobno rađen softver, koji je najčešće razvijao sysop i koji je radio na prvim osobnim računalima kao što su Apple III, Atari ili TRS-80.
Nekoliko godina poslije, 1981, IBM je predstavio prvo PC-DOS (MS-DOS) osobno računalo i, zahvaljujući njihovoj popularnosti i popularnosti njihovih klonova, MS-DOS je ubrzo postao operacijski sustav na kome je radila većina BBS programa. Prvi važniji MS-DOS BBS program je bio Fido BBS, napravio ga je Tom Jennings, poslije osnivač FidoNet-a.
Bilo je nekoliko uspješnih komercijalnih BBS programa razvijenih za MS-DOS, kao što su PCBoard BBS, RemoteAccess BBS i Wildcat! BBS. Popularni freeware programi za MS-DOS, Telegard BBS i Renegade BBS, nastali su na kodu koji je procurio iz izvornog koda WWIV BBS-a. Bilo je još na desetke BBS programa u vrijeme MS-DOS ere, mnogi od njih objavljeni su pod shareware, a neki od njih i pod freeware licencom.
Za sysope koji su se služili računalom Commodore 64, bio je popularan komercijalni BBS program Blue Board, predstavljen 1982. Kao i drugi Commodore 64 BBS-ovi, podržavao je PETSCII (Commodore kolor ASCII).
Ipak je većina BBS-ova ostala bazirana na tekstu umjesto GUI (grafičko korisničko sučelje). Telegrafix je početkom 1990-ih predstavio BBS grafiku RIP (Remote Imaging Protocol - protokol za slike na daljinu), ali ona nije široko zaživjela. I na računalima Apple Macintosh bilo je nekoliko grafičkih BBS programa, kao što su TeleFinder i FirstClass, ali oni su se široko upotrebljavali samo na Mac tržištu.
Najpopularnija on-line grafika bila je ASCII-art, koja je dozvoljavala zamjenjivanje slova proširenim IBM ASCII blokovima i simbolima i omogućavala je promjenu boja, pa čak je mogla sadržavati i zvuk. Tijekom kasnih 1980-ih i ranih 1990-ih, većina BBS-ova koristila je ASCII-art za kreiranje prepoznatljivih uvodnih ekrana i za kreiranje menija u boji i to je postala tražena opcija u programima.
Ranih 1990-ih manji broj BBS-ova radio je na Commodore Amiga modelima (Amiga 500, 1200, 2000, 3000 s vanjskim hard diskom i Amiga 4000 koja je imala ugrađen hard disk). Popularni BBS softver za Amigu obuhvaća ABBS, Amiexpress, Infinity i Tempest.
Krajem 1990-ih većina preostalih BBS-ova uvela je mogućnost Internet hostinga, ili uporabu suvremenog BBS softvera kao što je Synchronet, EleBBS ili Wildcat! BBS koji su se služili telnet protokolom umjesto telefona, ili uporabom nasljednika BBS softvera baziranog na MS-DOS, s preusmjerivačem s FOSSIL-a na telnet, kao što je NetFoss.

## Sadržaj i pristup
Neki BBS-ovi opće namjene imali su posebne razine pristupa koji su davani onima koji posebno plate ili osobno poznaju sysopa. BBS-ovi koji su naplaćivali usluge imali su za ponuditi nešto posebno svojim korisnicima, na primjer veliku bazu korisnika, "warez", pornografiju, chat room ili pristup Internetu.
Neki BBS-ovi, takozvani "elite boards" ili "Warez boards", isključivo su se upotrebljavali za distribuciju ilegalno kopiranog softvera. Obično su imali više modema i ulaznih linija, omogućujući da više korisnika istodobno šalje i prima datoteke. Većina tih BBS-ova imala je neku verifikaciju korisnika, gdje su korisnici morali proći kroz fazu provjere, da dokažu da nisu predstavnici vlasti ili lameri. Najveći od njih prihvaćali su korisnike samo na poziv (na preporuku).
Još jedan rasprostranjen tip BBS-ova bili su BBS-ovi za podršku, koje su pokretali proizvođači računala ili softvera. Ti BBS-ovi bili su namijenjeni za podršku korisnicima njihovih proizvoda, imali su forume s pitanjima i odgovorima, novosti, kao i download sekciju. Većina njih nije imala besplatan poziv. Danas su te službe premještene na Web.
Neki BBS-ovi preživjeli su kao hobi ili kao nostalgija za BBS-vremenima. Većina današnjih BBS-ova sada je dostupna preko telneta i obično nude besplatne naloge, FTP servise, IRC ćaskanje i druge protokole koji se upotrebljavaju na Internetu.
Neki BBS-ovi bazirani su na Webu i imaju Web korisničko sučelje, omogućujući tako korisnicima koji se prije nisu služili BBS-om da ga lako upotrebljavaju preko svojih Web preglednika. Oni više nostalgični za pravo BBS iskustvo mogu se služiti NetSerial (Windows) ili DOSBox (Windows/*nix) za preusmjerenje DOS COM port softvera na telnet i na taj način se povezati na telnet BBS-ove, uporabom programa iz modemske ere, kao što su TElix, Terminate, Qmodem i Procomm Plus.
Moderni 32-bitni terminal emulatori kao što su mTelnet i SyncTerm uključuju prirodnu telnet podršku.

## Shareware
Shareware pokret nastao je upravo distribucijom softvera preko BBS-ova. I drugi koncepti distribucije softvera, kao što su freeware, postcardware' i donationware, također su se prvi put pojavili na BBS-ovima.
Internet je u velikoj mjeri ubio koncept sharewarea - većina korisnika sad skida softver izravno s Web stranica proizvođača, umjesto s nekog BBS-a koji "dijeli" softver. Danas shareware najčešće podrazumijeva elektroničku distribuciju softvera malih proizvođača.

## Obilježja
Klasični BBS imao je:
- računalo
- jedan ili više modema
- jednu ili više telefonskih linija
- BBS softver
- sysopa
- korisnike

Većina modernih BBS-ova ima telnet pristup preko Interneta preko telnet poslužitelja i virtualnog FOSSIL drajvera.
BBS softver obično ima:
- sustav izbornika
- jednu ili više baza poruka
- dio s datotekama
- mjesto za glasanje
- statistiku aktivnosti (najviše poruka, najviše DL/UL)
- on-line igre (obično jedan igrač, ili jedan aktivan igrač na vezi)
- izlaz (BBS door, doorway) prema igrama drugog proizvođača
- nadgledanje uporabe
- razgovor više korisnika (za BBS-ove s više linija)
- Internet e-mail (poslije, kad su BBS-ovi bili spojeni na internet)
- poziv sysopu (page) - mogućnost da računalo emitira zvučno upozorenje kad korisnik na vezi to zatraži, pa sysop, ako je kraj računala, može stupiti u razgovor s korisnikom (tekstualni chat)

## Južnoslavenski prostori
Na prostoru Jugoslavije prvi su se eksperimentalni BBS-ovi počeli pojavljivati sredinom 1980-ih. Na tom prostoru najvažniji predstavnik bio je beogradski Sezam, koji je imao korisnike iz cijele Jugoslavije. Prvi BBS-ovi u Hrvatskoj bili su Zagreb BBS i MIPS iz Zagreba, te JUBAS BBS (kasnije Alt::BBS) iz Splita.
Oko 1990. godine u Jugoslaviji, uz bolje modeme, masovno su se počela prodavati PC računala i to je vodilo naglom razvoju BBS-ova.
U doba najveće popularnosti, u Hrvatskoj je bilo aktivno četrdesetak BBS-ova, a dosta njih je bilo povezano u mreže (FIDONet, AdriaNet, FredNet, CroatiaNet...)
Popis BBS-ova na teritoriji Hrvatske (prikupljeni raspoloživi podaci do oko 1995.)
| BBS         | FIDO adresa | Telefon      | Radno vrijeme | Modem |
| ----------- | ----------- | ------------ | ------------- | ----- |
| ABM&Zagreb  | 2:381/104   | 041 535 049  | Non-Stop      | 14400 |
| ABM&Zagreb  | 2:381/104   | 041 613 521  | Non-Stop      | 14400 |
| Alt::BBS    | 2:381/100   | 058 320 444  | Non-Stop      | 14400 |
| Antares     | 2:381/107   | 041 683 982  | Non-Stop      | 2400  |
| Bounty BBS  |             | 041 515 282  | 22-07         | 14400 |
| BUG Zagreb  | 2:381/109   | 041 451 030  | Non-Stop      | 14400 |
| BUG Zagreb  | 2:381/109   | 041 451 330  | Non-Stop      | 14400 |
| BUG Split   | 2:381/110   | 058 525 495  | Non-Stop      | 2400  |
| BUG Split   | 2:381/110   | 058 525 495  | Non-Stop      | 2400  |
| BYTE        | 2:381/117   | 041 425 217  | 17-08         | 14400 |
| CDROM BBS   | 2:381/130   | 041 615 954  | Non-Stop      | 14400 |
| CDROM BBS   | 2:381/130   | 041 612 310  | 22-08         | 2400  |
| Chaos       | 2:381/119   | 051 259 093  | 22-07         | 14400 |
| Croatia BBS |             | 054 127 118  | Non-Stop      | 14400 |
| CROSAT BBS  | 2:381/111   | 051 546 294  | Non-Stop      | 14400 |
| Escat       |             | 051 515 254  | 22-06         | 2400  |
| FESB BBS    | 2:381/101   | 058 311 916  | Non-Stop      | 2400  |
| FiguRA      |             | 041 112 371  | Non-Stop      | 2400  |
| FiguRA      | 041 112 372 | Non-Stop     | 2400          |       |
| FiguRA      | 041 112 370 | Non-Stop     | 2400          |       |
| FiguRA      | 041 112 369 | Non-Stop     | 2400          |       |
| G-Box       | 2:381/102   | 041 783 866  | Non-Stop      | 14400 |
| Genesis     |             | 041 746 351  | 22-07         | 2400  |
| GT-BBS      |             | 051 274 943  | 21-06         | 2400  |
| GT-BBS      | 051 274 910 | 21-06        | 9600          |       |
| Helicom     | 2:381/121   | 043 24 26 26 | Non-Stop      | 16800 |
| Helicom     | 2:381/121   | 043 24 28 28 | Non-Stop      | 14400 |
| MDS         |             | 041 161 360  | Non-Stop      | 14400 |
| MDS         | 041 161 361 | Non-Stop     | 14400         |       |
| MIPS BBS    |             | 041 251 286  | Non-Stop      | 9600  |
| OEX         |             | 041 111 899  | Non-Stop      | 9600  |
| Scorpion    |             | 044 41 302   | 22-06         | 2400  |
| Sprint      | 2:381/112   | 041 679 891  | Non-Stop      | 14400 |
| TVRi BBS    | 2:381/106   | 051 516 986  | Non-Stop      | 14400 |
| TVRi BBS    | 2:381/106   | 051 513 533  | Non-Stop      | 14400 |
| TVRi BBS    | 2:381/106   | 051 514 556  | Non-Stop      | 2400  |
| Zamir_Zg    |             | 041 271 927  | Non-Stop      | 14400 |

## Vanjske poveznice
- Arhiva BBS programa na stranici BBS Archives
- Vodič za telnet na sajtu The BBS Corner
- Web stranice o BBS-ovima – Zdravko Blagdan, jedan od prvih sysopa u Hravatskoj
- BBS mreža ZaMir  Arhivirana inačica izvorne stranice od 20. srpnja 2009. (Wayback Machine)